# Kordiljärgräsfågel
Kordiljärgräsfågel (Robsonius rabori) är en fågel i familjen gräsfåglar inom ordningen tättingar.

## Utseende och läte
Kordiljärgräsfågeln är en relativt kraftig, medelstor tätting med ljus nedre näbbhalva, långa ben och stora fötter. Fjäderdräkten är ljus under, med gråaktigt fjällat bröst och brunt under stjärtroten. På huvudet syns rostrött i ansikte och panna, med bar hud framför ögat. Ovansidan är brun med två prickade vita vingband och orangefärgade vingpennor. Sången består av en mycket ljus fras, "tseeee sip tseeee!".

## Utbredning och systematik
Fågeln förekommer på norra Luzon (nordligaste delen av Ilocos Norte Province) i Filippinerna. Tidigare betraktades arterna i släktet Robsonius okontroversiellt vara timalior och placerades ibland tillsammans med andra smygtimalior i släktet Napothera. Genetiska studier visar dock förvånande nog att de är släkt med gräsfåglarna.

## Status
IUCN kategoriserar arten som nära hotad baserat på det begränsade utbredningsområdet, vari habitatförlust och degradering pågår.

## Namn
Fågelns vetenskapliga släktesnamn Robsonius hedrar den brittiske ornitologen Craig R. Robson.